# Manticora (coléoptère)
Pour l’article homonyme, voir Manticora.
Genre
Manticora (souvent orthographié à tort Mantichora, d'après un changement d'épellation injustifié en 1837) est un genre bien connu de coléoptères, endémique à l'Afrique. Leurs membres sont les plus grands de leur sous-famille, et il se peut qu'ils soient les plus grands prédateurs d'insectes du monde, par conséquent ils sont très prisés parmi les collectionneurs de coléoptères. Toutes les espèces sont nocturnes, de couleur foncée, et dans l'incapacité de voler. Les mâles ont généralement des mandibules exagérées comparées aux femelles, utilisées pour s'étreindre lors de la copulation.

## Liste des espèces
Selon BioLib (28 avril 2018) :
- Manticora congoensis Péringuey, 1888
- Manticora gruti Bouchard, 1892
- Manticora holubi Mareš, 2002
- Manticora imperator Mareš, 1976
- Manticora latipennis Waterhouse, 1837
- Manticora livingstoni Laporte de Castelnau, 1863
- Manticora mygaloides Thomson, 1859
- Manticora sandicola
- Manticora scabra Klug, 1849
- Manticora sichelii Thomson, 1859
- Manticora skrabali Mareš, 2000
- Manticora tibialis Boheman, 1848
- Manticora tuberculata (DeGeer, 1778)
- Manticora werneri Mareš, 2000

## Les manticoras dans le folklore et la culture populaire

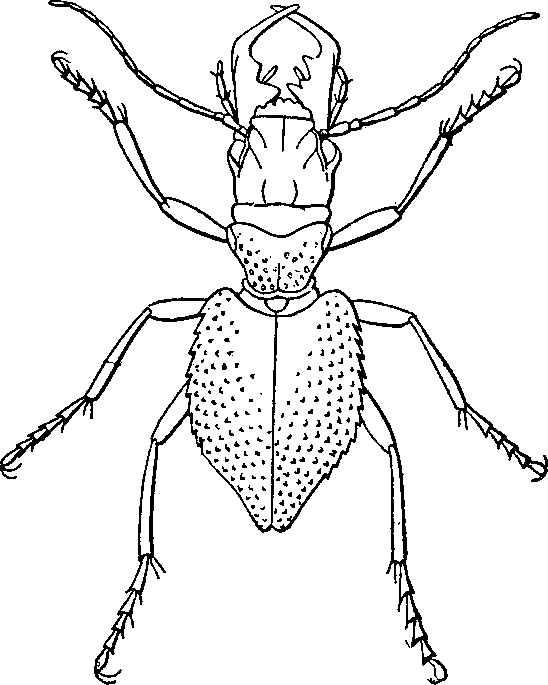
Manticora tuberculata

Dans le folklore africain les manticoras sont de mauvaises créatures, souvent accusées d'être responsables de nombreuses mauvaises actions. Selon la légende elles sont  porteuses de catastrophes. Certaines tribus personnifient même la mort comme une manticora dont les mandibules sont un équivalent à "European scythe of Death" (Mares, Lapacek, 1980).
Dans le roman de Jules Verne, Un capitaine de quinze ans, il s'agit d'un coléoptère Manticora qui aide le cousin Bénédict à fuir l'emprisonnement, lorsque ce dernier, laissé sans surveillance dans un jardin suit le coléoptère. Étant donné que le coléoptère s'envole loin de lui, il est possible que ce soit l'une des « plaisanteries érudites » de Verne, c'est-à-dire une plaisanterie que seul un scientifique peut reconnaître ; voir l'article Jules Verne (Neff, 1978).